# Trichomycterus conradi
Trichomycterus conradi es una especie de peces de la familia Trichomycteridae en el orden de los Siluriformes.

## Morfología
• Los machos pueden llegar alcanzar los  cm de longitud total.

## Distribución geográfica
Se encuentra en Venezuela y Guayana.